# تپه نریشم ۱
تپه نریشم ۱ در شهرستان دامغان، بخش مرکزی، روستای نریشم واقع شده و این اثر در تاریخ ۱۲ بهمن ۱۳۸۱ با شمارهٔ ثبت ۷۳۵۲ به‌عنوان یکی از آثار ملی ایران به ثبت رسیده است.